# Lou Briel
Lou Briel (Santurce; 19 de octubre de 1954) es un artista polifacético: cantante, compositor, productor, presentador, actor y director puertorriqueño.

## Inicios
Comenzó su carrera como integrante y director del grupo vocal "Anexo 3", en la década de los 1970s. Grabaron cuatro discos, dos de los álbumes bajo la producción de Alfred D. Herger con éxitos tales como: "Oh, Cuanto te Amo", "Contigo" y "Si Total no Cuesta Nada", entre otros.

## Solista y compositor
Al disolverse el grupo en 1981, Lou Briel comienza a expandir horizontes y se convierte en cantante solista y compositor. Su composición cimera es la intitulada "Yo Puedo", un canto a la vida y a la motivación humana; originalmente interpretada en un concierto televisivo por Yolandita Monge, y más adelante grabada por el propio Briel en su segundo álbum del mismo nombre.

## Actor
Desde el 1985 hasta el 1987, produjo artísticamente un programa de comedia y música con Dagmar, dentro del "Show de las 12", llamado: "En Broma y en Serio". En este espacio nace su personaje infantil: "Lubrielito", un niño de 7 años. En el mismo 1987, acepta la oferta de Telemundo, para producir junto a Sandra Zaiter y con la actuación fija de Dagmar, como "Dagmarita", la compañerita de "Lubrielito", la serie de comedia infantil: "Teatrimundo". Se mantuvo en el aire 4 años, hasta el 1991.
Luego, a finales del 1991, Briel acepta una oferta de WAPA-TV, a través de Joaquín Monserrat, el inolvidable Pacheco, y se muda de Telemundo para protagonizar una serie de comedia llamada "Cara o Cruz" junto a Edgardo Huertas.
En esta década, Lou Briel, se distinguió en su faceta de actor cómico de teatro, en obras, zarzuelas y operetas tales como "El Quijote y su Mundo", (caracterizando a Sancho Panza), "Tú y yo somos tres", "La Comedia Americana", "La del Soto del Parral", "La Parranda", "El Conde de Luxemburgo", "La Viuda Alegre", "Los Pitufos", y "Las Leandras", entre otras producciones.

## Labor social
En 1993 Lou Briel es reclutado para ser el portavoz del Proyecto Yo Si Puedo, dedicado a erradicar la adicción a las drogas, el alcohol, y brindarle a las comunidades del país, seminarios de autoestima, tanto en las escuelas de la isla, como en sus residenciales. Compuso el tema del mismo nombre, basado en su clásico Yo Puedo, y lo interpretaba en las charlas bisemanales a través de todo Puerto Rico, además de ser parte integral del panel. 

## Voces en función
En 1995, acepta una oferta de la Corporación de Puerto Rico Para la Difusión Pública, canales TV6 y TV3 para producir su propio programa de televisión: Voces en función. Fue el primer programa de la nueva era, en el cual se le daban oportunidades a los jóvenes talentos. Estuvo en el aire por 5 años y medio, hasta el año 2001, cuando fue eliminado de la programación. 

## Años recientes
En 2004, Briel, recibe una oferta de Televicentro, a través del productor y paparazzi, "Leo Fernández III", para protagonizar la película para la televisión: "Yo Creo en Santa Claus", reviviendo su personaje de "Lubrielito". Compartió el rol protagónico con "Lorel Crespo", interpretando su personaje infantil: "Lucía". Lou Briel, además compuso y ejecutó la *Banda sonora* de la misma, la canción tema y escribió el guion junto a Crespo y Fernández III.
En 2005, Lou Briel dirigió varios videos musicales para KTV-Productions, entre ellos, "Dios Alumbra a Puerto Rico", un tema en contra del maltrato a los niños interpretado magistralmente por más de 40 cantantes de la música popular unidos a los de la música cristiana, entre ellos: Andy Montañez, Elvis Crespo, Gilberto Santa Rosa, Samuel Hernández, Chucho Avellanet, Roberto Orellana, Daniela Droz, Lourdes Toledo, Daniel Calvetti, Ismael Miranda, y el propio Lou Briel. La dirección y producción de este video fue compartida con Kenneth Torres y Ray Mond. En este mismo año, Briel dirigió musicalmente a la conocida sexóloga dominicana: Nancy Álvarez, anfitriona del "talk-show" de Telefutura, en Miami "¿Quién Tiene La Razón?", en su debut como cantante en Puerto Rico y en su charla-show: "Todo Sobre el Amor".
En 2006, estrena un concierto de canciones de diferentes épocas, titulado: "Bohemia en Dos Tiempos", escenificado en su origen en la Plaza Colón del Viejo San Juan y en varios escenarios en la isla. Agotó una temporada de nueve meses de "Bohemia y Concierto" en el centro nocturno: *Show Time*, de Santurce, Puerto Rico.
En 2007, Lou Briel se ha estado presentando con la sexóloga Nancy Álvarez en varios centros nocturnos con el show: "Solo para Hombres...y para Mujeres también", en el *Amber Room* de Nueva York y en el *Club Maunaloa* de Santo Domingo. También realiza espectáculos músico-culturales, para turistas, en diversos escenarios de Puerto Rico y en el idioma inglés, fungiendo como maestro de ceremonias, cantante y guionista.
En 2008 Realizó varios seminarios sobre la historia y la música de Puerto Rico desde sus orígenes hasta el presente, en el Hotel Caribe Hilton y el Hotel Meliá entre otros, para público de habla inglesa. Varios conciertos en la Plaza Colón del viejo San Juan y para la asociación de Alzhemer, entre otras actividades privadas, como por ejemplo la jira a través de la isla auspiciada por MCS, de "La Cocina de la Abuela", junto a Luisito Vigoreaux, Yoyo Boing, Shorty Castro y Francisco Rosa (RIP), entre otros. Graba su producción discográfica "Lou Briel con la Maphia Boba... Adondequiera", en Jodiba Recording Studio, de Julio Cesar Badillo.
En 2009 Agotó una temporada exitosa de 25 semanas en "Varadero Pier" en el pueblo de Cataño, P.R. junto a Eloy Monrouzeau y Rubén Vélez, entre muchas otras actividades privadas. 
En 2010 Inicia el año en plena producción musical, siendo contratado para realizar el peersonaje de "Sancho Panza" en la obra "Don Quijote de la Mancha... el musical", en donde también realizó la "Banda sonora" original de la misma, componiendo 12 temas musicales, junto a Julio Cesar Badillo y con la colaboración en 2 líricas de Julio Ortiz-Teissonniere. Se escenificó con éxito en el Centro de Bellas Artes de Caguas en el mes de marzo y se repuso en el mes de septiembre. Una producción de Lolyn Paz y dirección de Dean Zayas. Junto a un elenco estelar, entre ellos: Alfonsina Molinari, Herman O'Neill, Joaquín Jarque y Gabriel Leyva. Luego de tres meses de arduo trabajo creativo en la realización musical de la obra teatral, agotó una nueva temporada en "Varadero Pier" desde el mes de abril hasta septiembre, con Eloy Monrouzeau y Rubén Vélez llamado *Showcase* todos los sábados y se ha estado presentando en el nuevo "Sambuka" con su Showcase.
En 2012 regresa al mundo discográfico a través del universo virtual de la informática musical de Artist System by Iván Joy, con su nueva producción: "CALOR". Un escogido de 10 canciones que fueron grandes éxitos en décadas pasadas, en versiones diferentes a las originales pero manteniendo la esencia de las mismas. El tema central de esta producción, que le da nombre a la misma, es una canción muy famosa de la década de los 60, que para muchos la conocen como 'Qué Calor" pero su verdadero título es "Calor", de la autoría de dos grandes compositores argentinos: Palito Ortega y Dino Ramos y popularizada por Lissette Álvarez en los 60. 
En 2014 Lou Briel comienza un proyecto para erradicar el "bullying" en las escuelas, llamado "Hecho Cinema... Bullying no más".    

## Discografía
- Solo Por Fin, (1981-CBS)
- Yo Puedo, (1984-Global-K-Tel)
- Olas, (1987-Velvet)
- En Broma y en Serio en la Navidad con Dagmar, (1986-TeleCumbre)
- Reflejos, (1988-LBM)
- Sigamos Brindando con, Ivonne Briel(1988-LBM)
- En Otra Frecuencia, (1991-LBM)
- Edición Especial, (1996-LBM)
- Aplauso a la Bachata con, Pascual (2004-GOGO)
- Lou Briel con La Maphia Boba... Adondequiera, (2008-JS)
- Lou Briel CALOR, (2012-Diamond Music/Artist System)

## Festival de la OTI
Lou Briel se ganó la oportunidad de representar en 4 ocasiones diferentes a Puerto Rico, en el Festival de la OTI Internacional. Siempre participó como compositor y en México fungió como cantante también.
- Festival de la OTI, Washington D. C., (1983) c: "Navegaré", int: (Edgardo Huertas), comp: (Lou Briel)

- Festival de la OTI, México D.F. (1984) c: "Todo Llega", comp & int: (Lou Briel)

- Festival de la OTI, Sevilla, España (1985) c: "Represento", int: (Juan Manuel Lebrón), comp: (Lou Briel)

- Festival de la OTI, Las Vegas, Nevada (1990) c: "La Mujer que Sueño Ser", int: (Ivonne Briel), comp: (Lou Briel)

## Otros festivales
- Festival de Trujillo, Perú (1981) c's: "Nace un Recuerdo", (Lou Briel) "Quiéreme, Amame", (Kiko Mendoza)
- Festi-Buga, Buga, Colombia (1985) c: "Yo Puedo", comp & int: (Lou Briel)
- Festival de Mérida, Yucatán, México (1992) c: "En Busca del Amor", comp & int: (Lou Briel)
- Festival de California", Los Ángeles, EE. UU. (2005) c: "Te Amo Tanto", comp & int: (Lou Briel)
- Festival de Benidorm", Miami, Florida, Finalista América T.V. (2005) c: "En un Mes de abril", comp & int: (Lou Briel)